# Musalı (Cəlilabad)
Musalı è un comune dell'Azerbaigian situato nel distretto di Cəlilabad. Conta una popolazione di 1 725 abitanti.